# Parę chwil (singel Iry)
Parę chwil – czwarty i ostatni zarazem singel zespołu Ira promujący siódmą studyjną płytę Ogień. Singel został wydany jedynie w formie elektronicznej, 21 marca 2005, czyli w ponad rok po ukazaniu się płyty Ogień. Na krążku kompozycja została zamieszczona na ósmej pozycji, trwa 3 minuty i 12 sekund, i jest ósmym utworem co do najdłuższych znajdujących się na koncertach.
Tekst utworu ma charakter optymistyczny. Opowiada o tym że są jeszcze w życiu każdego człowieka ludzie, chwile dzięki którym warto żyć, warto walczyć o swoje, nie poddawać się. Autorem tekstu utworu jest tekściarz Wojciech Byrski.
Brzmienie utworu utrzymane jest w hardrockowym stylu, opartym o melodyjne gitarowe riffy. Kompozytorami utworu są perkusista Wojciech Owczarek, gitarzysta Sebastian Piekarek, oraz basista Piotr Sujka.
Piosenka Parę chwil  została także piosenką przewodnią popularnego serialu "Egzamin z życia", nadawanego przez TVP2 od 2005 roku. Utwór był bardzo często wykonywany na koncertach przez zespół, zagrano go m.in. podczas charytatywnego koncertu pt. "I Ty możesz zostać Świętym Mikołajem" w 2006 roku, który organizuje TVP2, oraz na koncercie "Kotan Day".
Utwór Parę chwil został zagrany także podczas koncertu grupy w krakowskim klubie "Studio" podczas koncertu z okazji osiemnastych urodzin, w październiku 2006 roku.
Utwór Parę chwil bardzo dobrze radził sobie także na krajowych listach przebojów docierając m.in. do 5 miejsca najbardziej prestiżowej polskiej listy przebojów Programu III Polskiego Radia.
Obecnie Parę chwil jest niemal zawsze granym utworem na koncertach zespołu.

## Teledysk
Do utworu powstał również teledysk. Zdjęcia do teledysku kręcone były w mieszkaniu muzyków, studio nagraniowym oraz podczas wykonywania podstawowych czynności domowych itp. Premiera clipu odbyła się w marcu na oficjalnej stronie zespołu.

## Lista utworów
1. "Parę chwil" (W.Owczarek/P.Sujka/S.Piekarek – W.Byrski) – 3:12

## Twórcy
Ira
- Artur Gadowski – śpiew, chórki
- Wojciech Owczarek – perkusja
- Piotr Sujka – gitara basowa, chór
- Sebastian Piekarek – gitara, chór
- Maciej Gładysz – gitara
- Marcin Bracichowicz – gitara

Produkcja
- Nagrań dokonano: sierpień 2003 – luty 2004 w Studio K&K w Radomiu
- Produkcja: Mariusz Musialski ("Elmariachi Management")
- Produkcja muzyczna: Sebastian Piekarek, Marcin Trojanowicz
- Realizacja nagrań: Marcin Trojanowicz
- Mix: Marcin Trojanowicz
- Mastering: Grzegorz Piwkowski
- Projekt okładki, multimedia: Twister.pl

## Miejsca na listach przebojów
| Rok  | Single     | Lista                       | Pozycja |
| ---- | ---------- | --------------------------- | ------- |
| 2005 | Parę chwil | Radio PiK                   | Nr 1    |
| 2005 | Parę chwil | Program III Polskiego Radia | Nr 5    |
| 2007 | Parę chwil | Barometr                    | Nr 2    |

## Notowania
| Pozycja | 31 | 23 | 17 | 7 | 5 | 5 | 9 | 7 | 6 | 9 | 10 | 11 | 19 | 28 |

- Utwór znajdował się na liście od 25 marca do 24 czerwca 2005 roku. Łącznie na liście znajdował się przez 14 tygodni.

| Pozycja | 44 | 44 | 46 | 46 | 42 | 45 | 43 | 37 | 35 | 28 | 30 |

- Utwór znajdował się na liście od 2 kwietnia do 11 czerwca 2005 roku.